# Алексенко, Андрей Геннадьевич
Андре́й Генна́дьевич Алексе́нко  (24 января 1934 года, Москва — 6 апреля 2014, там же) — учёный-микросхемотехник. Герой Социалистического труда. Главный конструктор направления Научно-исследовательского института приборостроения Научно-производственного объединения «Радиоприбор», директор ООО «Ангстрем-ЦНТ», доктор технических наук (1973), профессор (1975).

## Биография
Родился 24 января 1934 года в Москве. Скончался в 2014 году. Его отец, Геннадий Васильевич Алексенко — министр промышленности средств связи СССР (1947—1953).
В 1957 году Андрей Геннадьевич Алексенко окончил Московский энергетический институт имени М. И. Калинина.
Место работы: c 1957 по 1990 годы — НИИ-885 (нынешнее ОАО «Российская корпорация ракетно-космического приборостроения и информационных систем». В институте прошёл от инженера начальника отделения — главного конструктора по направлению.
Принимал участие в создании первого в стране транзисторного приёмопередатчика, которым были переданы на Землю фотографии обратной стороны Луны, спутниковых приборов на микросхемах и др.
За выдающиеся заслуги в создании образцов новой техники Указом Президиума Верховного Совета СССР («закрытым») от 28 августа 1986 года Алексенко Андрею Геннадьевичу присвоено звание Героя Социалистического Труда с вручением ордена Ленина и золотой медали «Серп и Молот».
С 1962 года преподавал в Московском государственном горном институте (сегодня – Горный институт НИТУ «МИСиС»), с 1965 по 2004 год — доцент, зав. кафедрой Московского инженерно-физического института, с 2005 года — зав. кафедрой Московского энергетического института.
«Академик» общественных организаций «Международная академия наук высшей школы» (2002), «Академия электротехнических наук Российской Федерации» (2006). Профессор (1975). Доктор технических наук (1973).
Жил в Москве, умер 6 апреля 2014 года.

## Труды
Андрей Геннадьевич Алексенко — автор около 230 научных трудов, включая 21 монографию.
- Алексенко А. Г. Основы микросхемотехники. Элементы морфологии микроэлектронной аппаратуры. — М.: Советское радио, 1971.
- Алексенко А. Г. Применение прецизионных аналоговых ИС. — М.: Радио и связь, 1985.
- Алексенко А. Г. Применение прецизионных аналоговых микросхем. — М.: Радио и связь, 1985.
- Алексенко А. Г. Проектирование радиоэлектронной аппаратуры на микропроцессорах: Программирование, типовые решения, методы отладки. — М.: Радио и связь, 1984.

## Награды
- Орден Ленина (1986)
- Орден Дружбы народов (1981)
- Медаль «За трудовую доблесть» (1961)